# 공융계
공융계는 A와 B 두개의 물질이 균질하게 섞여있으나, 온도를 높이거나 낮추면 분리되는 계이다.
공정 반응(共晶反應)은 A와 B, 두 개의 금속이 용융되어 있을 때는 균일한 액상을 형성하고 있으나, 일정 온도(공정선)을 기준으로 응고 시, 동시에 각각 다른 성분의 2가지 상으로 분리, 정출되는 반응을 말한다.
L → A + B or L → a + b (A+B의 경우 전율고용이며, a+b인 경우 고용한이 있는 경우이다)
여기서 액상은 오스테나이트와 시멘타이트로 변화한다.
고체와 고체의 고용체가 분리되는 반응은 공석 반응이라고 한다.

## 같이 보기
- 불변 끓음 혼합물
- 어는점 내림